# 江湾水库
江湾水库是中国黑龙江省哈尔滨市巴彦县境内的一座水库，位于少陵河上，建于1975年。水库正常库容为1800万立方米，集雨面积为120平方千米，海拔为152.6米。